# Antonius (Antons)-mühle
Antoniusmühle, auch Antonsmühle genannt, ist ein Wohnplatz auf der Gemarkung des Freudenberger Stadtteils Wessental im Main-Tauber-Kreis in Baden-Württemberg.

## Geographie
Die Antoniusmühle liegt etwa 1,5 Kilometer nördlich von Wessental im Wildbachtal, einem linker Zufluss des Mains. Etwa 300 südlich der Antoniusmühle liegt die Blankenmühle und etwa 300 Meter nördlich die Sägmühlen.

## Geschichte
Auf dem Messtischblatt Nr. 6222 „Nassig“ von 1881 war der Ort als Antonsmühle verzeichnet. Am 17. Mai 1931 ereignete sich eine Hochwasserkatastrophe im Wildbachtal, wobei mehrere Mühlen beschädigt wurden, vor allem die Antoniusmühle. Bis 1935 folgten Notstands- und Reparaturarbeiten.
Der Wohnplatz Antoniusmühle kam als Teil der ehemals selbständigen Gemeinde Wessental am 1. Januar 1972 zur Stadt Freudenberg.

## Kulturdenkmale
Kulturdenkmale in der Nähe des Wohnplatzes Antoniusmühle sind in der Liste der Kulturdenkmale in Wessental verzeichnet.

## Verkehr
Der Wohnplatz Antoniusmühle ist aus nördlicher und südlicher Richtung über die K 2879 (Mühltalstraße) zu erreichen.